# Ciclo del hidrógeno
El ciclo del hidrógeno consiste en intercambios de hidrógeno entre fuentes bióticas (vivas) y abióticas (no vivas) y sumideros de compuestos que contienen hidrógeno.
El hidrógeno (H) es el elemento más abundante. En la Tierra, las moléculas inorgánicas comunes que contienen H incluyen agua (H2O), hidrógeno gaseoso (H2h), ácido sulfhídrico (H2S), y amoníaco (NH3). Muchos compuestos orgánicos también contienen átomos de hidrógeno, como hidrocarburos y materia orgánica. Dada la ubicuidad de los átomos de hidrógeno en compuestos químicos orgánicos e inorgánicos, el ciclo del hidrógeno se centra en el hidrógeno molecular, H2.
El hidrógeno gaseoso se puede producir de forma natural a través de interacciones roca-agua o como subproducto de metabolismos microbianos. El H2 libre puede luego ser consumido por otros microbios, oxidarse fotoquímicamente en la atmósfera o perderse en el espacio. También se cree que el hidrógeno es un reactivo importante en la química prebiótica y en la evolución temprana de la vida en la Tierra, y potencialmente en otras partes de nuestro sistema solar.

## Ciclos abióticos

### Sumideros
Debido a que el H2 es el elemento más liviano, el H2 atmosférico se puede perder fácilmente en el espacio a través del escape atmosférico, un proceso irreversible que impulsa la pérdida neta de masa de la Tierra. La fotólisis de compuestos más pesados que no son propensos a escapar, como el CH4 o el H2O, también puede liberar H2 de la atmósfera superior y contribuir a este proceso. Otro sumidero importante de H2 atmosférico libre es la oxidación fotoquímica por radicales hidroxilo (•OH), que forman agua.
Los sumideros antropogénicos de H2 incluyen la producción de combustible sintético a través de la reacción de Fischer-Tropsch y la fijación artificial de nitrógeno a través del proceso Haber-Bosch para producir fertilizantes nitrogenados.

## Ciclos bióticos
Muchos metabolismos microbianos producen o consumen H2.

### Producción
El hidrógeno es producido por enzimas hidrogenasas y nitrogenasas en muchos microorganismos, algunos de los cuales se están estudiando por su potencial para la producción de biocombustibles. Estas enzimas metabolizadoras de H2 se encuentran en los tres dominios de la vida y, de los genomas conocidos, más del 30% de los taxones microbianos contienen genes de hidrogenasa. La fermentación produce H2 a partir de materia orgánica como parte de la cadena alimentaria microbiana anaeróbica a través de vías dependientes o independientes de la luz.

### Consumo
La absorción biológica del suelo es el sumidero dominante de H2 atmosférico. Tanto el metabolismo microbiano aeróbico como el anaeróbico consumen H2 oxidándolo para reducir otros compuestos durante la respiración. La oxidación aerobia de H2 se conoce como reacción de Knallgas.
La oxidación anaeróbica de H2 a menudo ocurre durante la transferencia de hidrógeno entre especies en la que el H2 producido durante la fermentación se transfiere a otro organismo, que usa el H2 para reducir el CO2 a CH4 (acetato), SO42- a H2S o Fe3+ a Fe2+. La transferencia de hidrógeno entre especies mantiene las concentraciones de H2 muy bajas en la mayoría de los entornos porque la fermentación se vuelve menos favorable termodinámicamente a medida que aumenta la presión parcial de H2 increases.

## Relevancia para el clima global
El H2 puede interferir con la eliminación de metano de la atmósfera, un gas de efecto invernadero. Normalmente, el CH4 atmosférico se oxida mediante radicales hidroxilo (•OH), pero el H2 también puede reaccionar con •OH para reducirlo a H2O.
1. {\displaystyle \mathrm {CH_{4}+OH\longrightarrow CH_{3}+H_{2}O} }
2. {\displaystyle \mathrm {H_{2}+OH\longrightarrow H+H_{2}O} }

## Implicaciones para la astrobiología
El H2 hidrotermal puede haber jugado un papel importante en la química prebiótica. La producción de H2 por serpentinización apoyó la formación de los reactivos propuestos en la hipótesis del origen de la vida en un mundo de hierro-azufre. Se plantea la hipótesis de que la evolución posterior de la metanogénesis hidrogenotrófica es uno de los primeros metabolismos de la Tierra.
La serpentinización puede ocurrir en cualquier cuerpo planetario con composición condrítica. El descubrimiento de H2 en otros mundos oceánicos, como en Encélado, sugiere que se están llevando a cabo procesos similares en otras partes de nuestro sistema solar y, potencialmente, también en otros sistemas solares.